# 쇼트트랙
쇼트트랙 스피드 스케이팅(영어: short-track speed skating, 문화어: 짧은주로속도빙상(짧은走路速度氷上))은 스케이트를 신고 111.12m의 아이스링크를 돌아 순위를 겨루는 스포츠 경기이다.
기존의 스피드 스케이팅(롱 트랙)에 대하여 이 종목은 짧은 링크를 돌아 경기를 하므로 쇼트트랙 스피드 스케이팅이라고도 하나, 주로 줄여서 쇼트트랙(영어: Short track, 문화어: 짧은주로(짧은走路))이라 칭하고 있다. 롱 트랙 스피드 스케이팅이 2인이 1조가 되어 인과 아웃에서 시간에 의한 기록을 겨루는 단조로움을 피해 여러 명이 한꺼번에 출발하여 그 순위를 겨루어 박진감을 느낄 수 있도록 고안되었다.
1967년 국제 빙상 연맹에서 공인했고 1976년 첫 국제대회 그리고 1981년에 첫 세계선수권이 열렸다. 그리고 1988년 캐나다 캘거리에서 열린 제15회 동계 올림픽에서 시범 종목으로 채택되었고, 1992년 프랑스 알베르빌에서 열린 제16회 동계 올림픽에서 정식 종목으로 채택된 이후 국제적으로 그 인기가 높아지고 있다.
키가 작은 한국 선수들에게 유리한 운동이다. 코너에서 속도를 내야하기 때문에 키가 작아서 튕겨나갈 위험이 적기 때문이다. 4~6명이 같이 달리는 경기로 결승점에 들어오는 순서에 따라 메달을 결정한다. 쇼트트랙의 스케이트화는 날이 왼쪽으로 치우쳐 있다. 빙판과 마찰을 줄이기 위해 중심부가 볼록하다.
주법에도 한국만의 독특함이 존재한다. 바로 ‘호리병 주법’이다. ‘한국 쇼트트랙의 선구자’로 불리는 알베르빌-릴레함메르 동계올림픽 금메달리스트 김기훈이 처음 활용한 ‘호리병 주법’은 직선주로에서 인코스 쪽으로 바짝 들어왔다가 다시 바깥쪽으로 빠지는 주법이다. 주행 모양이 호리병을 닮았다 해 ‘호리병 주법’으로 불리고 있다.

## 세부 소개

### 세부 종목
1992년 동계 올림픽에는 쇼트트랙 스피드 스케이팅 세부종목이 4개에 불과했지만, 1994년과 1998년에는 6개, 2002년 동계 올림픽에서 마침내 8개 세부종목으로 확대되었다. 세부 종목으로는 남녀 500m(4.5바퀴), 1000m(9바퀴), 1500m(13.5바퀴), 3000m(27바퀴), 여자 계주 3000m(27바퀴), 남자 계주 5000m(45바퀴), 혼성계주 2000m(18바퀴)가 있다. 이 중 3000m는 선수권 대회에서만 시행된다.

### 주요 경기규칙

#### 개인 경기 규칙
- 경기는 반시계 방향으로 진행되는데, 이는 트랙의 안쪽부분이 선수/계주 팀 왼쪽편이 되는 것이다
- 추월은 어느 때나 허용된다. 그러나 각 선수/계주 팀끼리 옆으로 서 있을 때까지는 추월을 당하는 선수가 부적절하게 행동을 하지 않는 경우 모든 장애나 충돌의 책임은 추월하는 선수/계주 팀에게 있다
- 한 바퀴이상 뒤쳐지는 선수/계주 팀은, 바깥쪽으로 이동해야 하며 그들을 추월하고자 하는 선수/계주 팀을 방해해서는 안 된다. 방해 위반 행위가 발생하면 옐로우 카드 또는 레드 카드가 주어진다
- 만약 선수/계주 팀이 두 랩을 뒤처진 경우라면, 그 선수/계주 팀은 자신이 있는 현재의 위치 인근에서 한 명 또는 더 많은 다른 선수들이 레이스를 하지 않는 이상, 그 레이스에서 나가야 한다. 이런 규칙을 근거로 해서 레이스에서 나간 선수/계주 팀들은 완주하지 못한 것으로 기록된다. 만약 레프리는 선수/계주 팀이 자신의 통제 범위를 벗어난 이유로 결승선을 통과할 수 없다고 판단하면, 그 레프리는 선수/계주 팀에게 결승선을 통과하였음을 선언할 수 있으나, 단 노타임으로 기록된다
- 선수나 계주 팀은 선수의 스케이트 날 앞부분이 결승선에 닿아야 그 종목의 경기를 끝낸 것이다.

#### 위반 행위
- 오프트랙 : 트랙을 나타내는 블록으로 표시한 커브의 왼쪽으로 한쪽 또는 양쪽 스케이트를 스케이팅 하는 것
- 임페딩 : 방해, 가로막기 (블로킹), 차징 (공격), 또는 몸의 어느 부분으로 다른 선수를 미는 것, 다른 선수의 코스를 가로 막아서 방해하는 것
- 어시스턴스 : 각 선수는 각자 경쟁하여야 한다. 다른 선수에게 어떤 도움을 주면 해당 선수/계주 팀들은 모두 실격된다. 이는 계주경기에서 팀원들간에 밀어주고 받고 하는 행위에는 적용되지 않는다
- 킥킹아웃 : 결승선을 포함해 경기 중 어떠한 부분에서든 킥킹아웃을 가해 위험을 초래하거나, 결승선으로 몸을 던지는 것은 금지되고, 이러한 행위는 실격된다

#### 계주 경기 규칙
- 각 팀의 4명의 선수는 필히 경기에 참가하여야 한다
- 팀의 모든 멤버는 같은 유니폼을 착용하여야 한다. 이 규칙을 지키지 않는 팀은 해당 경기의 출전에서 제외된다
- 선수는 팀 멤버에게 교대할 때까지 경기에 남아 있을 책임을 가지고 있다. 교대는 터치로 이루어지며, 이는 즉, 한 명의 선수가 다른 선수에게 터치를 한 이후에도 경기에 남아있으라는 의미는 아니다
- 마지막 두 바퀴만 제외하고는 선수는 아무 때나 교대를 할 수 있다. 마지막 두 바퀴는 같은 한 선수가 뛰어야 한다. 나머지 세 바퀴가 남은 시점에는 신호 총소리가 발포된다
- 교대는 다른 팀을 방해하지 않아야 한다. 교대하는 동안, 레인을 바꾸는 것은 허용되지 않으며, 미는 선수 앞에서 곧바로 교대해야 하며, 다른 선수들을 가로막지 않아야 한다.

#### 계주 경기 위반 행위
- 터치를 하지 않거나 또는 심판과 보조 심판에게 터치가 분명하게, 명백하게 보여지지 않는 것
- 나머지 두 바퀴 남기고 교대를 한 것. 마지막 두 바퀴가 시작하기 전에 마지막 교대가 분명히 시작되지 않은 것

#### 경기 규칙 위반
- 페널티 : 일반적인 경기 규칙 위반에 대한 실격 처리
- 옐로 카드 : 안전하지 못하거나, 해롭거나 또는 위험한 공격, 한 경기 내에서 페널티로 귀결되는 상호 독립적인 “임페딩” 또는 “킥킹 아웃”에 해당하는 경기 규칙을 둘 이상 위반한 경우
- 레드 카드 : 위험하거나 중대한 과실이 있다고 판단되는 경기 규칙을 위반한 경우, 선수가 동일한 대회에서 2 장의 옐로우 카드를 받은 경우
- 만일 어떤 선수가 12개월 이내에 2장의 레드 카드가 누적될 경우, 해당 선수는 자동적으로 2~3개월간 자격이 정지되며 추가 징계로 최소 1년의 자격 정지가 고려될 수 있는데 이 기간 동안 동계 올림픽을 포함해 모든 ISU 선수권 대회와 국제대회에 출전할 수 없다.

## 세계 기록

### 남자
| 종목       | 선수                                                 | 국가     | 기록     | 경신일           | 경신지         |
| ---------- | ---------------------------------------------------- | -------- | -------- | ---------------- | -------------- |
| 500m       | 우다징                                               | 중국     | 39.505   | 2018년 11월 11일 | 솔트레이크시티 |
| 1000m      | 황대헌                                               | 대한민국 | 1:20.875 | 2016년 11월 12일 | 솔트레이크시티 |
| 1500m      | 싱키 크네흐트                                        | 네덜란드 | 2:07.943 | 2016년 11월 13일 | 솔트레이크시티 |
| 3000m      | 노진규                                               | 대한민국 | 4:31.891 | 2011년 3월 19일  | 바르샤바       |
| 3000m 계주 | 김태성 안현준 장성우 이정민                          | 대한민국 | 3:55.494 | 2020년 2월 2일   | 보르미오       |
| 5000m 계주 | 리우 샤올린 샨도르 리우 샤오앙 콜 크루거 처버 부리안 | 헝가리   | 6:28.625 | 2018년 11월 4일  | 캘거리         |

### 여자
| 종목       | 선수                                                         | 국가     | 기록     | 경신일           | 경신지         |
| ---------- | ------------------------------------------------------------ | -------- | -------- | ---------------- | -------------- |
| 500m       | 잔드라 벨제부르                                              | 네덜란드 | 41.416   | 2022년 11월 5일  | 솔트레이크시티 |
| 1000m      | 쉬자너 스휠팅                                                | 네덜란드 | 1:26.514 | 2022년 2월 11일  | 베이징         |
| 1500m      | 최민정                                                       | 대한민국 | 2:14.354 | 2016년 11월 12일 | 솔트레이크시티 |
| 3000m      | 정은주                                                       | 대한민국 | 4:46.984 | 2008년 3월 15일  | 하얼빈         |
| 3000m 계주 | 셀마 포츠마 쉬자너 스휠팅 야라 판 케르크호프 산드라 벨제부르 | 네덜란드 | 4:02.809 | 2021년 10월 23일 | 베이징         |

### 혼성
| 종목       | 선수                        | 국가     | 기록     | 경신일           | 경신지 |
| ---------- | --------------------------- | -------- | -------- | ---------------- | ------ |
| 2000m 계주 | 김지유 김아랑 김동욱 곽윤기 | 대한민국 | 2:35.951 | 2021년 10월 24일 | 베이징 |

## 주목할만한 선수들
동계올림픽 개인종목 금메달리스트 또는 세계선수권 종합우승자인 선수들 중에서 올림픽 금메달+세계선수권 종합우승=3회 이상인 선수들 명단
굵은 글씨로 표시한 선수들은 아직 현역으로 활동하는 선수들이다.

### 남자
| 이름             | 국가              | 출생 | 동계올림픽 | 동계올림픽 | 동계올림픽 | 동계올림픽 | 세계선수권 | 세계선수권 | 세계선수권 | 세계선수권 | 합계 | 합계 | 합계 | 합계 |
| ---------------- | ----------------- | ---- | ---------- | ---------- | ---------- | ---------- | ---------- | ---------- | ---------- | ---------- | ---- | ---- | ---- | ---- |
| 이름             | 국가              | 출생 |            |            |            | 합계       |            |            |            | 합계       |      |      |      | 합계 |
| 빅토르 안        | 대한민국 · 러시아 | 1985 | 6          | 0          | 2          | 8          | 6          | 1          | 0          | 7          | 12   | 1    | 2    | 15   |
| 마르크 가뇽      | 캐나다            | 1975 | 3          | 0          | 2          | 5          | 4          | 2          | 1          | 7          | 7    | 2    | 3    | 12   |
| 샤를 아믈랭      | 캐나다            | 1984 | 3          | 1          | 0          | 4          | 1          | 3          | 3          | 6          | 4    | 4    | 3    | 11   |
| 김기훈           | 대한민국          | 1967 | 3          | 0          | 0          | 3          | 1          | 2          | 1          | 4          | 4    | 2    | 1    | 7    |
| 이호석           | 대한민국          | 1986 | 1          | 4          | 0          | 5          | 2          | 2          | 0          | 4          | 3    | 6    | 0    | 9    |
| 아폴로 앤턴 오노 | 미국              | 1982 | 2          | 2          | 4          | 8          | 1          | 2          | 1          | 4          | 3    | 4    | 5    | 12   |
| 김동성           | 대한민국          | 1980 | 1          | 1          | 0          | 2          | 2          | 0          | 1          | 3          | 3    | 1    | 1    | 5    |

### 여자
| 이름            | 국가     | 출생 | 동계올림픽 | 동계올림픽 | 동계올림픽 | 동계올림픽 | 세계선수권 | 세계선수권 | 세계선수권 | 세계선수권 | 합계 | 합계 | 합계 | 합계 |
| --------------- | -------- | ---- | ---------- | ---------- | ---------- | ---------- | ---------- | ---------- | ---------- | ---------- | ---- | ---- | ---- | ---- |
| 이름            | 국가     | 출생 |            |            |            | 합계       |            |            |            | 합계       |      |      |      | 합계 |
| 양양 A          | 중국     | 1976 | 2          | 2          | 1          | 5          | 6          | 1          | 0          | 7          | 8    | 3    | 1    | 12   |
| 왕멍            | 중국     | 1984 | 4          | 1          | 1          | 6          | 3          | 3          | 0          | 6          | 7    | 4    | 1    | 12   |
| 아리안나 폰타나 | 이탈리아 | 1990 | 1          | 2          | 5          | 8          | 0          | 1          | 2          | 3          | 1    | 4    | 8    | 11   |
| 전이경          | 대한민국 | 1976 | 4          | 0          | 1          | 5          | 3          | 2          | 0          | 5          | 7    | 2    | 1    | 10   |
| 실비 데이글     | 캐나다   | 1962 | 1          | 1          | 0          | 2          | 5          | 2          | 1          | 8          | 6    | 3    | 1    | 10   |
| 진선유          | 대한민국 | 1988 | 3          | 0          | 0          | 3          | 3          | 0          | 0          | 3          | 6    | 0    | 0    | 6    |
| 최민정          | 대한민국 | 1998 | 3          | 2          | 0          | 5          | 4          | 1          | 0          | 5          | 7    | 3    | 0    | 10   |
| 나탈리 랑베르   | 캐나다   | 1962 | 1          | 2          | 0          | 3          | 3          | 2          | 2          | 7          | 4    | 4    | 2    | 10   |
| 최은경          | 대한민국 | 1984 | 2          | 2          | 0          | 4          | 2          | 1          | 0          | 3          | 4    | 3    | 0    | 7    |
| 심석희          | 대한민국 | 1997 | 2          | 1          | 1          | 4          | 1          | 1          | 3          | 5          | 3    | 2    | 4    | 9    |
| 박승희          | 대한민국 | 1992 | 2          | 0          | 3          | 5          | 1          | 2          | 0          | 3          | 3    | 2    | 3    | 8    |
| 저우양          | 중국     | 1991 | 3          | 0          | 0          | 3          | 0          | 1          | 1          | 2          | 3    | 1    | 1    | 5    |
| 쉬자너 스휠팅   | 네덜란드 | 1997 | 1          | 0          | 1          | 2          | 2          | 0          | 0          | 2          | 3    | 0    | 1    | 4    |

## 7각주
1. ↑  나 동계올림픽 좀 아는 사람이야~ ‘알쓸평잡’~ 알아두면 쓸모있는 평창동계올림픽 잡학사전 2018-02-08
2. ↑  [평창 알고보면 재미있다③ '쇼트트랙 강국' 한국 대표팀의 비결은? 2018-01-19]

## 같이 보기
- 올림픽 쇼트트랙